# Maybach Manufaktur
Maybach Manufaktur est un constructeur automobile allemand, division du groupe automobile Daimler AG, qui produit et distribue les berlines de la marque Maybach de 2002 à 2013.

## Historique
Le constructeur automobile allemand de voitures de luxe Maybach cessa sa production automobile en 1941 et fut racheté par Daimler-Benz en 1960 qui recréa la marque en 2002. Wilhelm Maybach, fondateur de la marque avait d'ailleurs travaillé avec Carl Benz et Gottlieb Daimler.
La marque Maybach revint d'abord en tant qu'un concept-car Mercedes en 1999. Puis la Maybach Manufaktur, qui succéda à Maybach-Motorenbau GmbH, fut fondée en 2002. Un nouveau modèle, la Maybach Limousine, fut lancé. Il exista en version 57 (5,70 m de long), 57S (version « spéciale » et non pas sportive comme le « S » pourrait laisser penser) ou 62 (6,16 m). Le constructeur annonça répondre à la moindre demande du client, justifié par le prix du modèle débutant à 375 000 Euros. Avec ce modèle, Mercedes-Benz visait à concurrencer Rolls-Royce, propriété du « rival » BMW sur le marché du très haut de gamme.

## Galerie de modèles

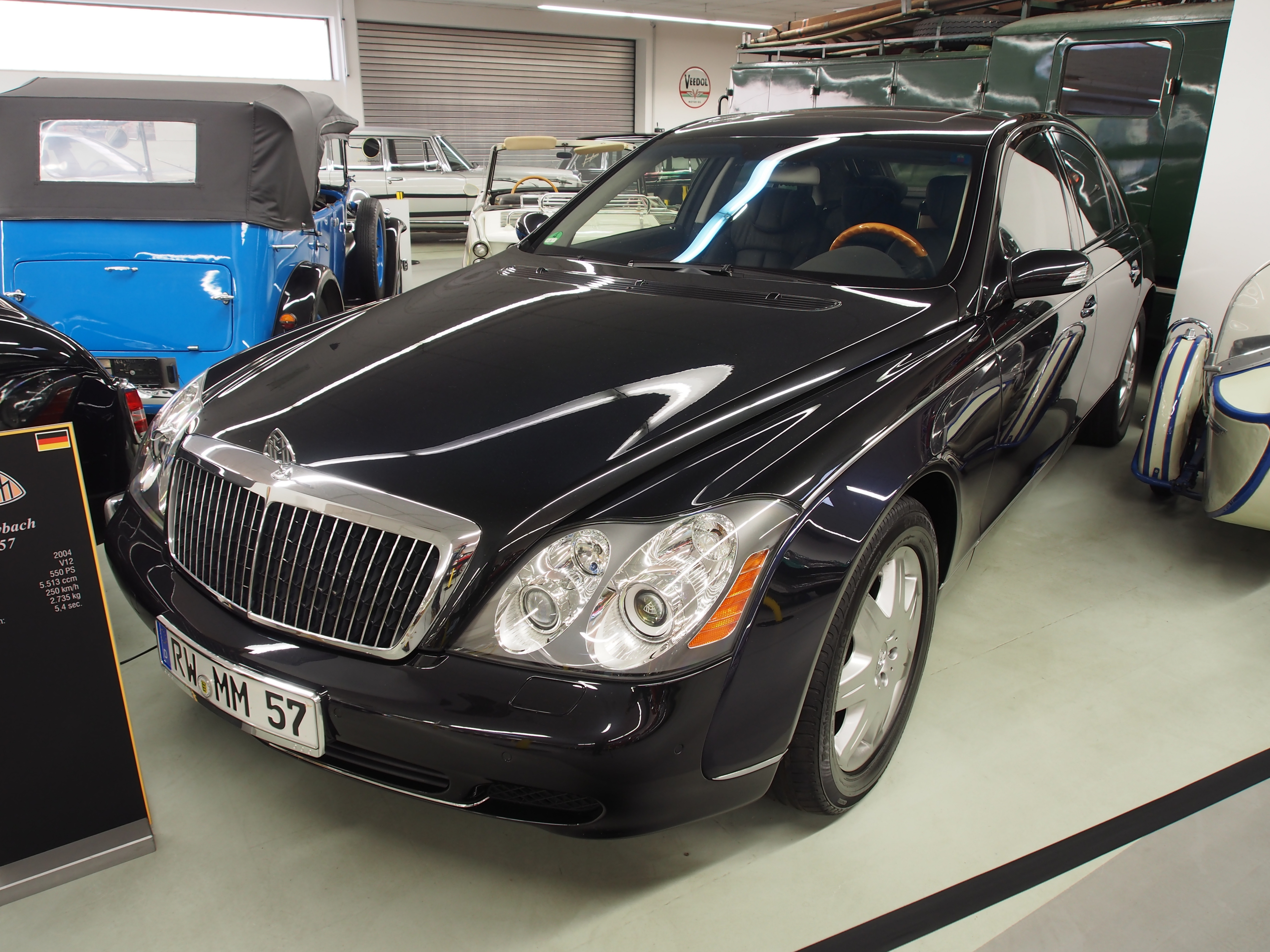
Maybach 57
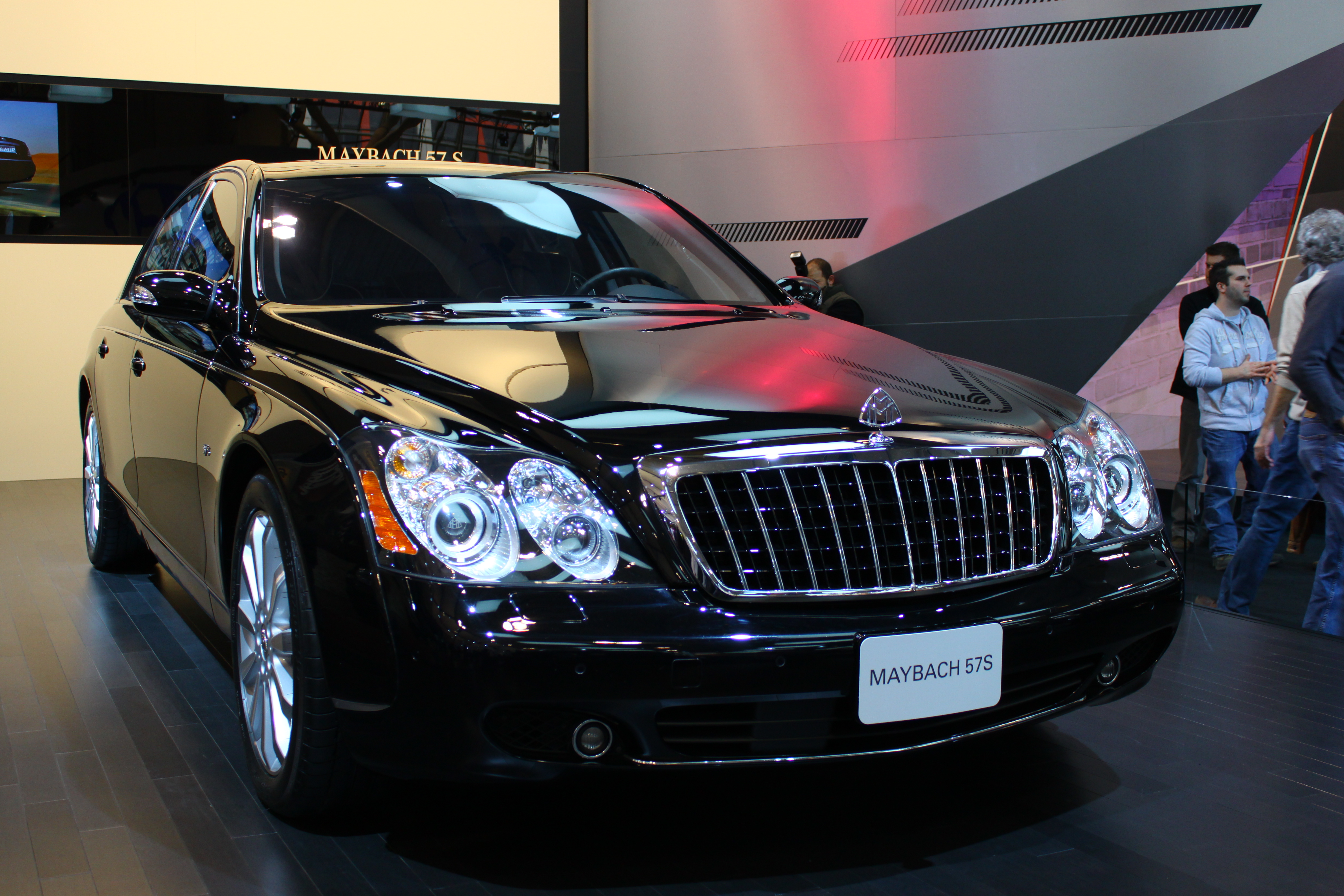
Maybach 57 S
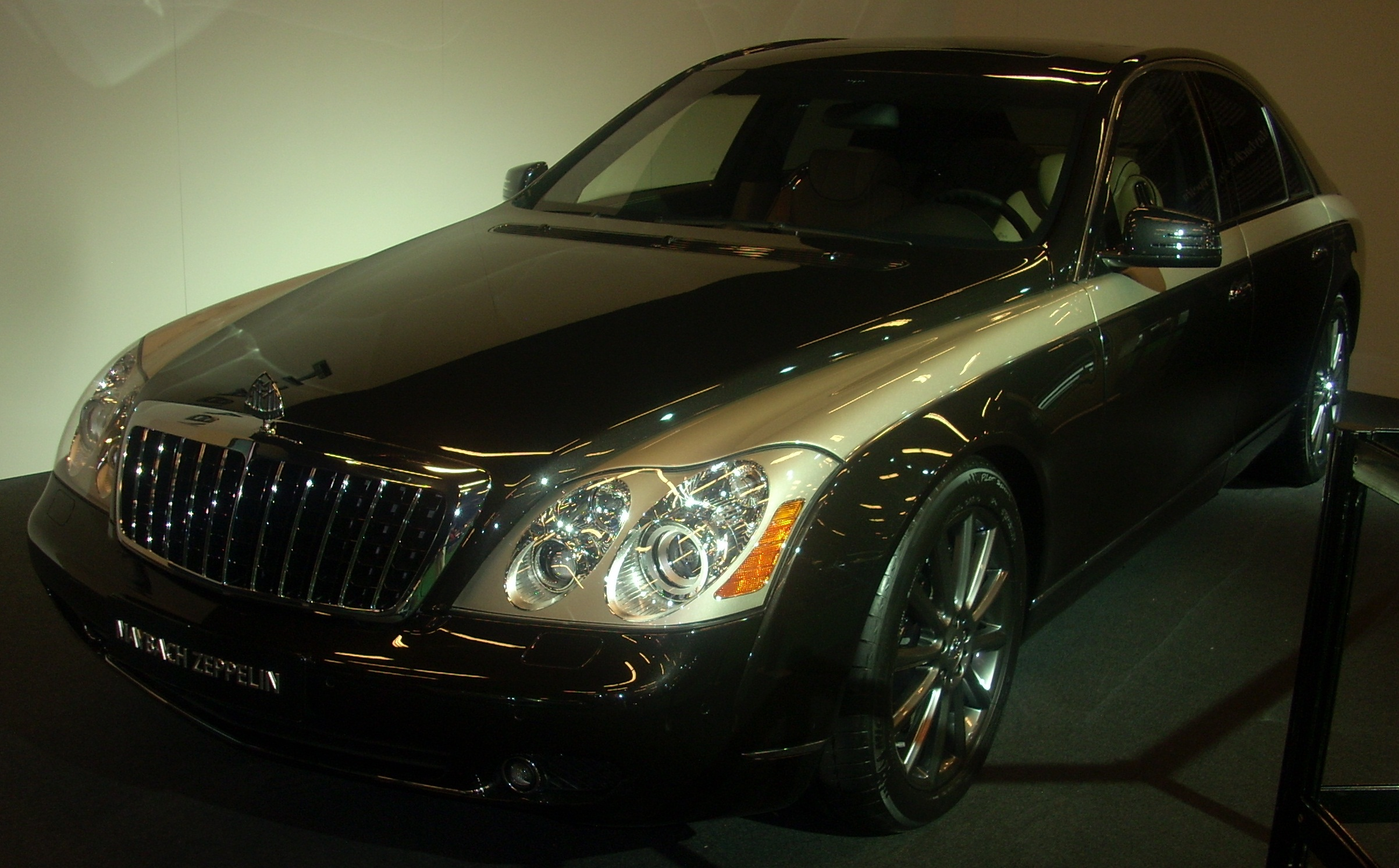
Maybach 57 Zeppelin
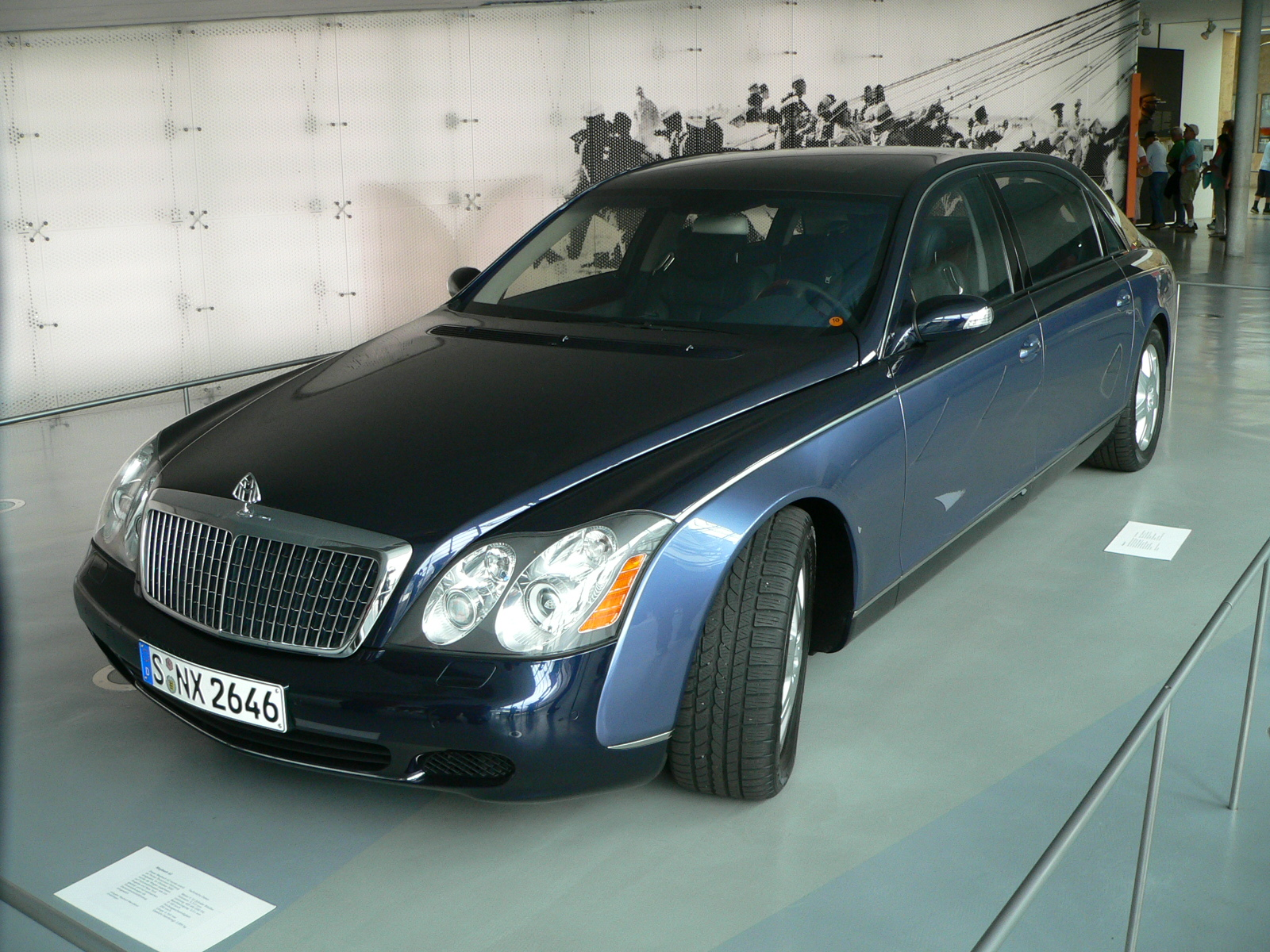
Maybach 62
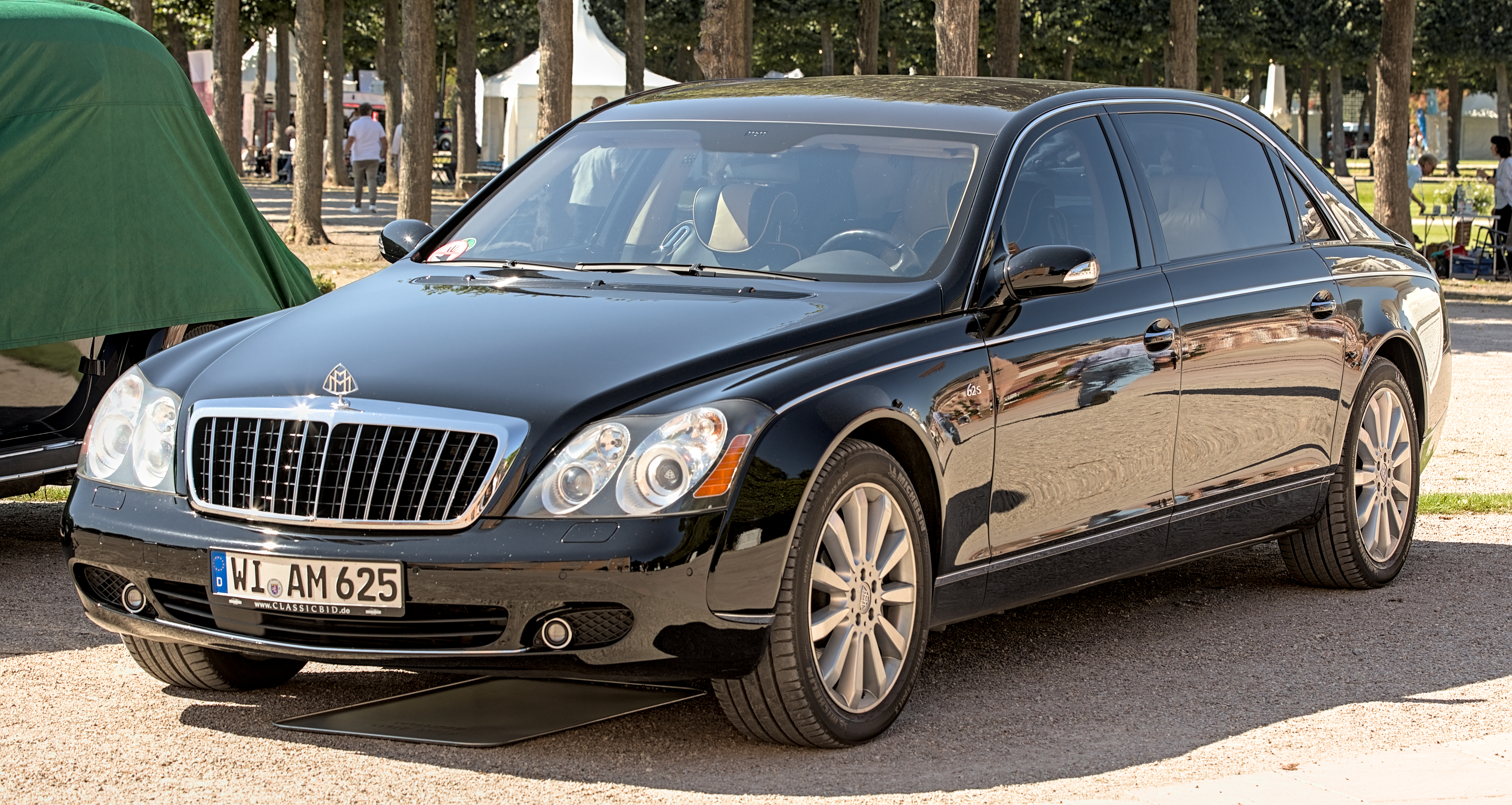
Maybach 62 S
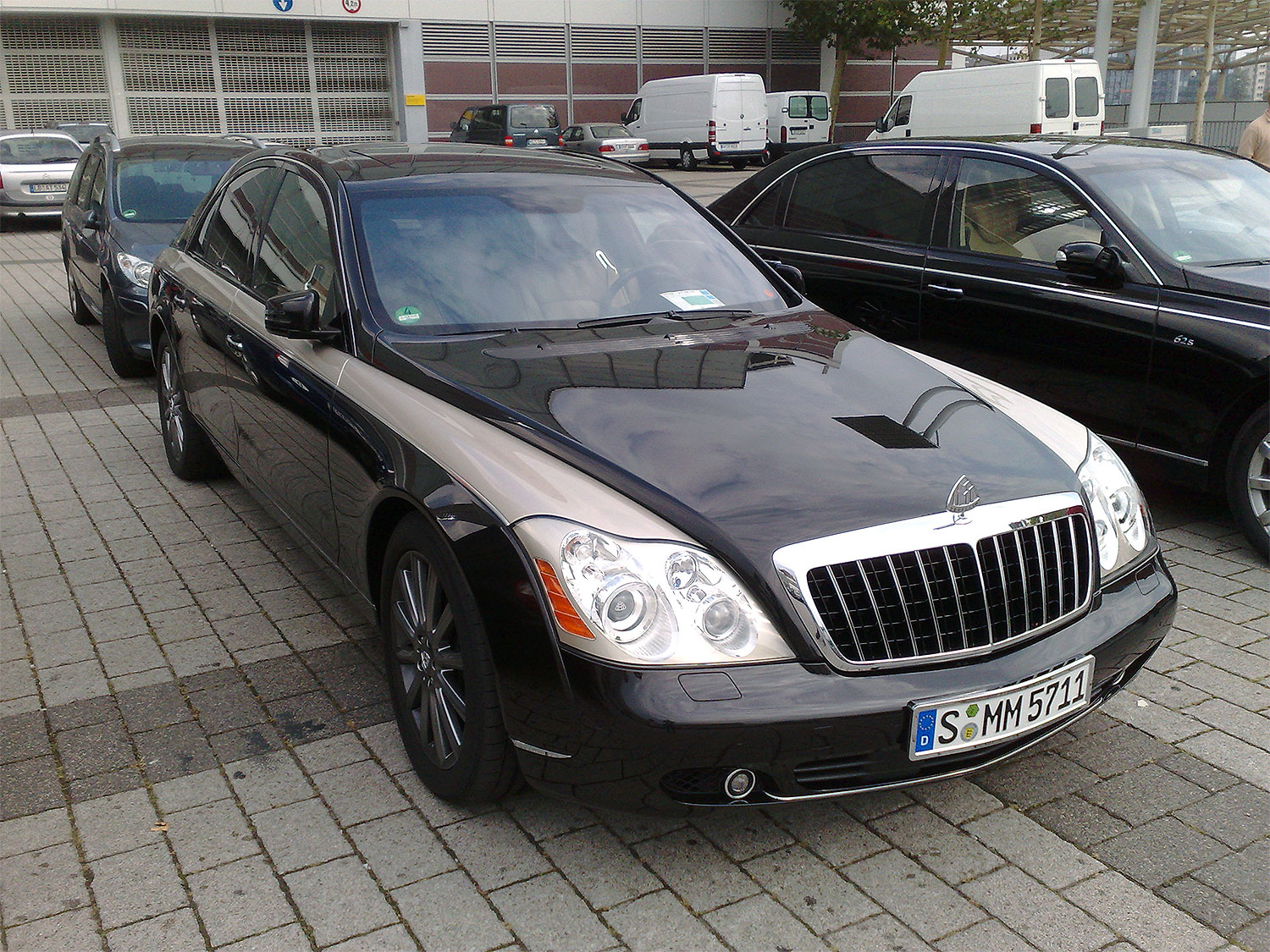
Maybach 62 Zeppelin
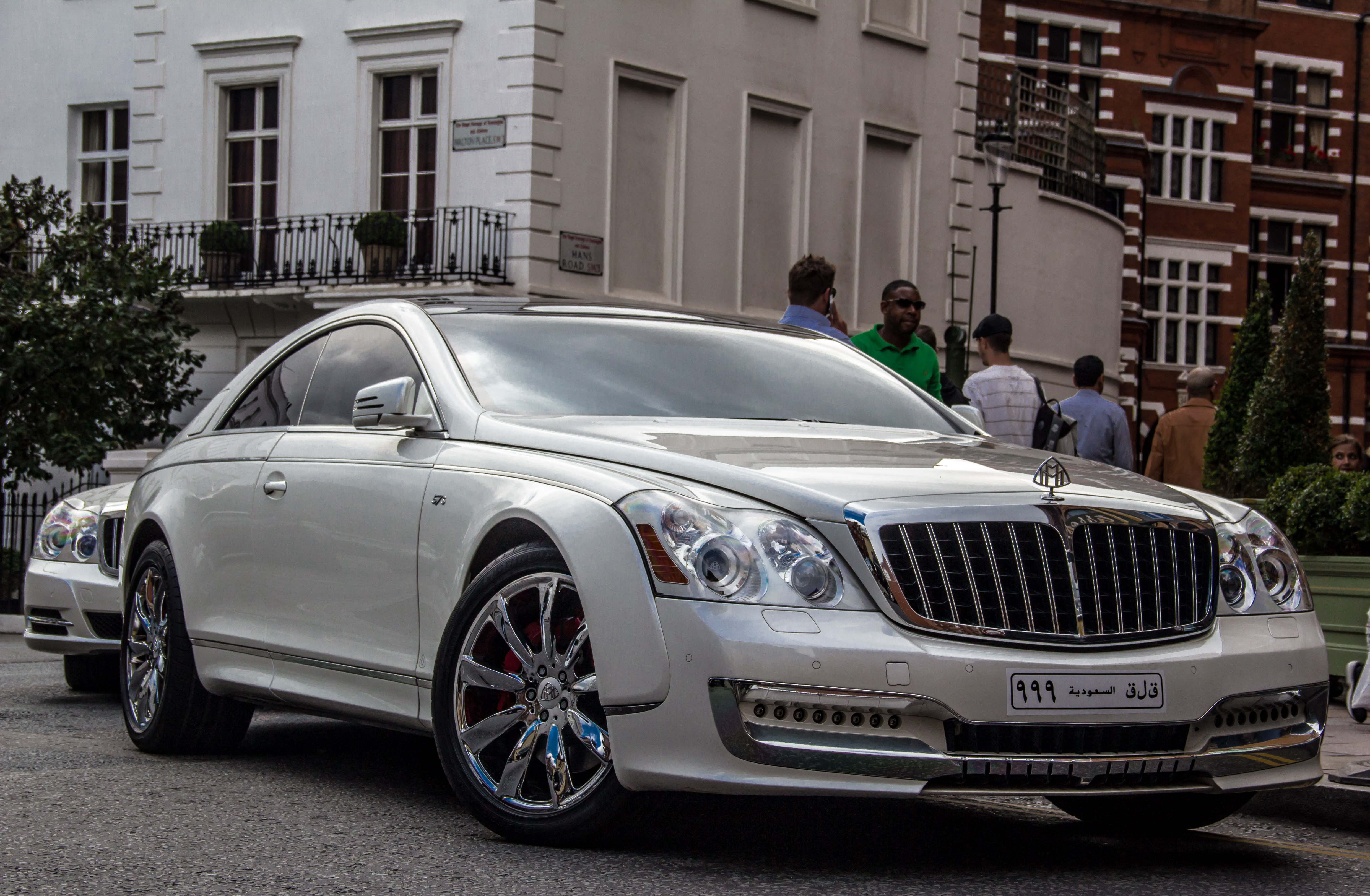
Maybach 62 S Coupé
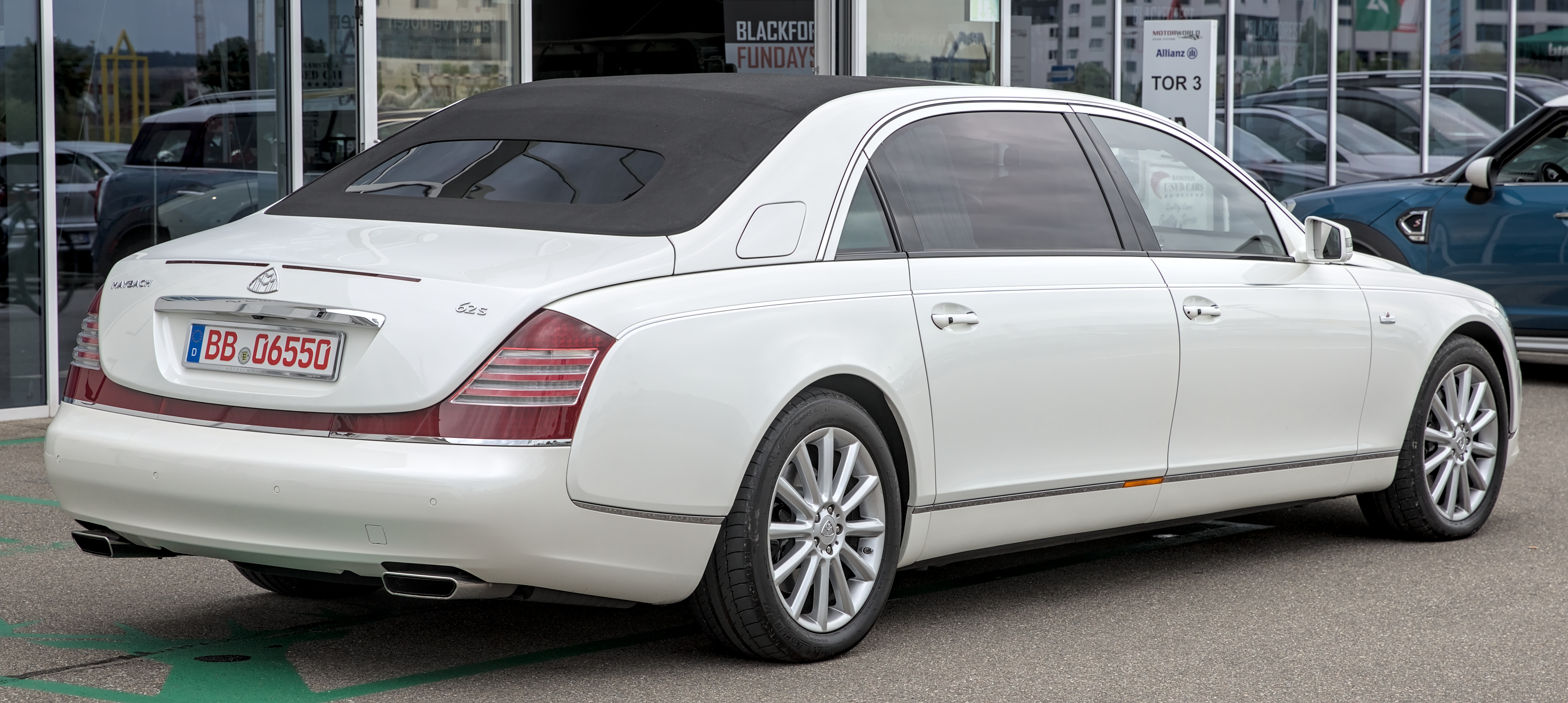
Maybach 62 S Landaulet
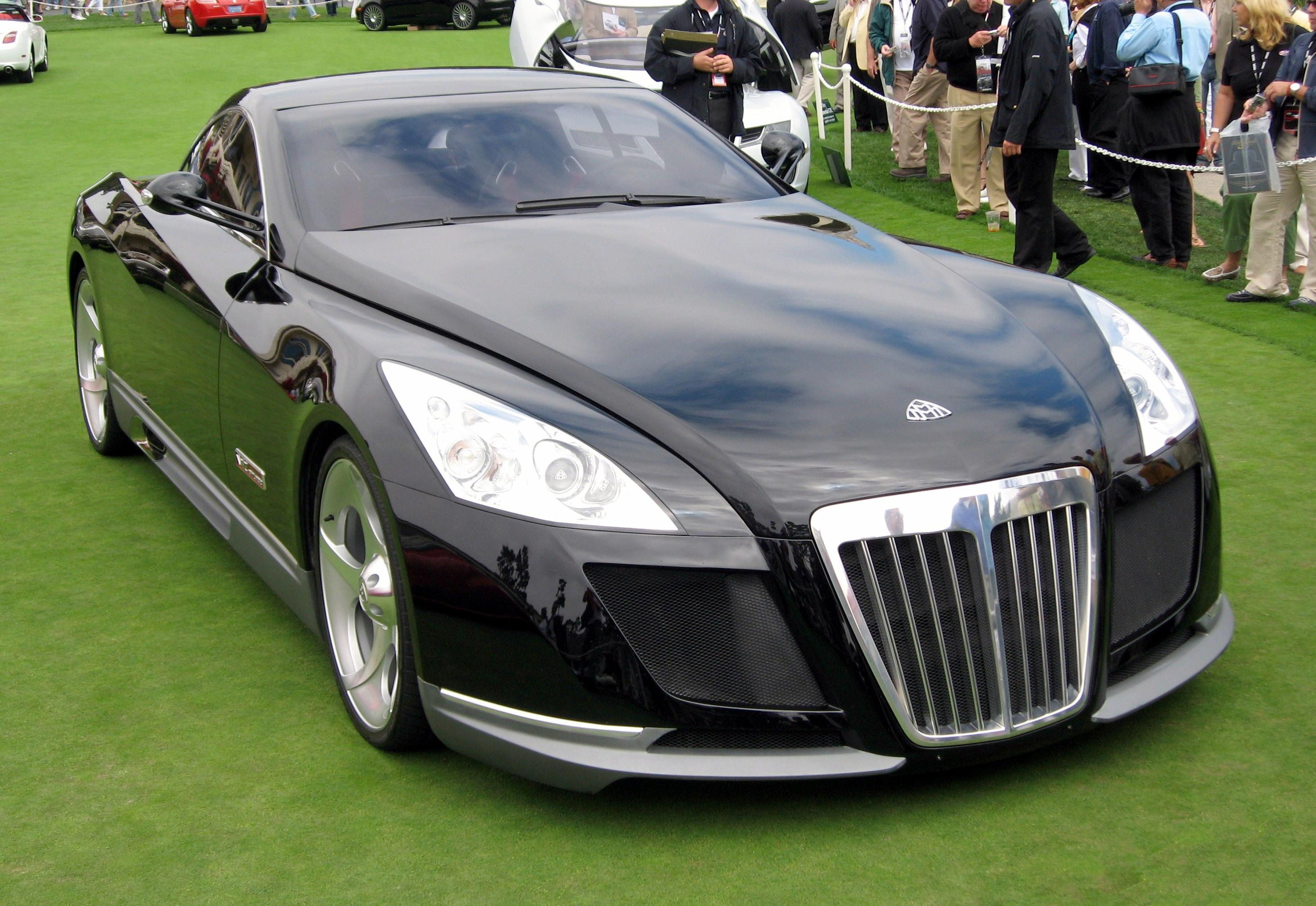
Maybach Exelero